# Elaenia parvirostris
Elaenia parvirostris là một loài chim trong họ Tyrannidae.
Loài này được tìm thấy ở Argentina, Argentina, Bolivia, Brazil, Colombia, Ecuador, Guiana thuộc Pháp, Guyana, Antilles của Hà Lan, Paraguay, Peru, Suriname, Trinidad và Tobago, Uruguay và Venezuela. Môi trường sống tự nhiên của nó là rừng khô nhiệt đới hoặc cận nhiệt đới, rừng ẩm thấp nhiệt đới hoặc cận nhiệt đới và rừng trước đây bị suy thoái nặng nề

## Hình ảnh

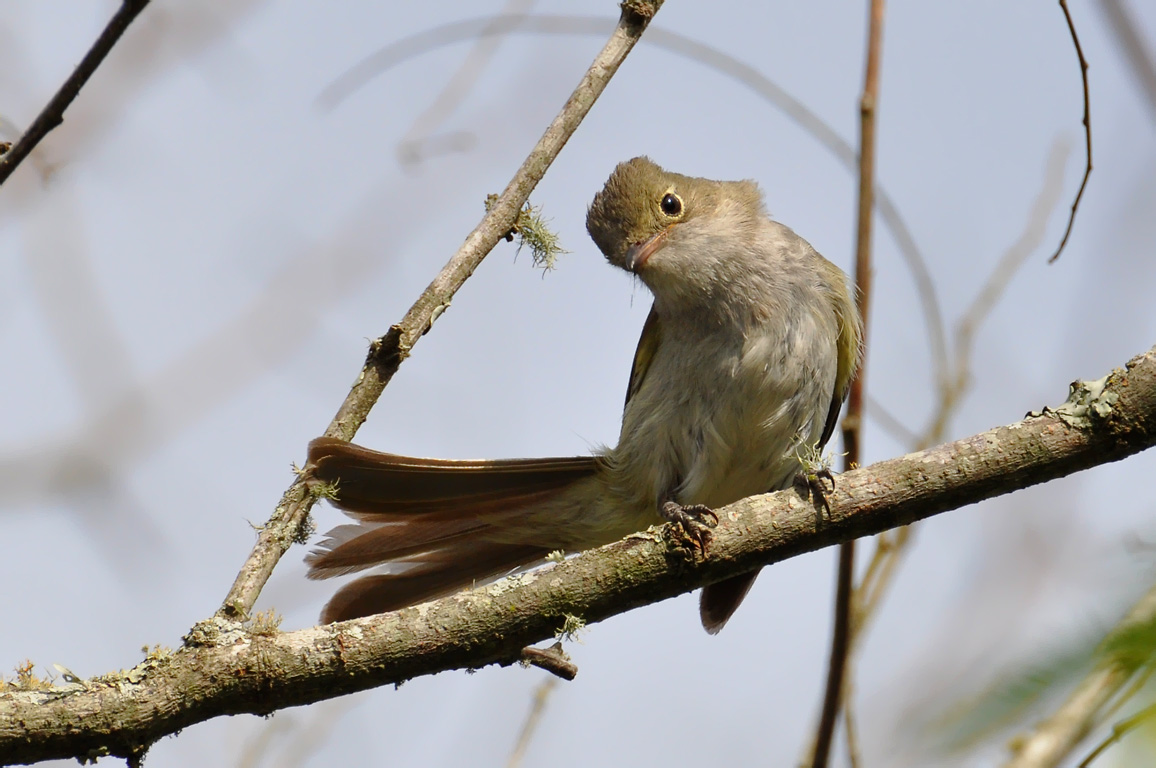
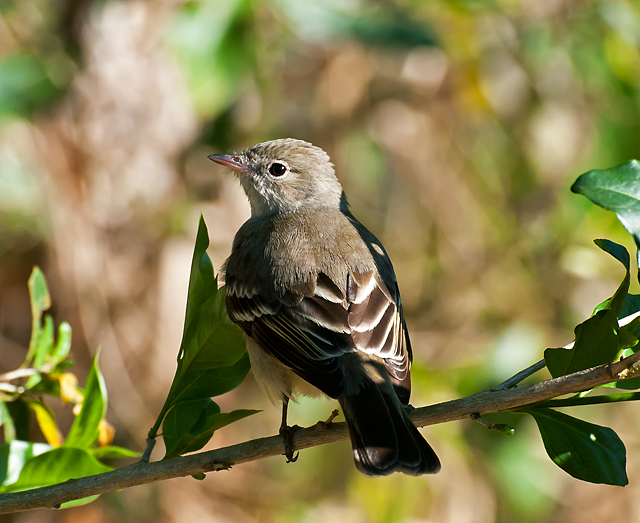